# 胡塔-梅日希爾斯卡
胡塔-梅日希爾斯卡（羅馬化：Huta-Mezhyhirska）是位於烏克蘭北部的村莊，由基辅州维什霍罗德区的新彼得里夫齊市鎮負責管轄。該村面積1.3平方公里，海拔高度128米，2023年人口174，人口密度每平方公里177.7人。